# Holzrechtler
Holzrechtler (auch Rechtler) sind Einwohner bestimmter bayerischer Gemeinden (z. B. in Unterfranken: Gräfendorf, Rottendorf, Iphofen), denen das Recht zusteht, im Gemeindewald (auch Rechtlerwald) Brenn- oder Bauholz für den eigenen Bedarf zu schlagen. Dabei dürfen sie nur Unterholz, Äste und Kronen, nicht aber die Stämme verarbeiten.
Diese gewohnheitsrechtliche Tradition reicht bis in die spätmittelalterlichen Dorfordnungen zurück und ist mit dem Recht des 21. Jahrhunderts mitunter nur schwer vereinbar. In Stettfeld sind die einzelnen Holzrechte zwischen Rechtlern und Gemeinde besonders umstritten.
Zunächst handelte es sich um ein Personenrecht, das später auf bestimmte Häuser der Altstadt übergegangen war. Die Regelung sah vor, dass der Zugriff auf die mitunter knappe Ressource Holz nur von Bürgern ausgeübt werden durfte und das Brennholz auch nur für den Eigenbedarf vor Ort verbraucht werden durfte, der Verkauf stand unter Strafe. Die Stadt Iphofen scheiterte vor Jahren mit dem Versuch, das traditionsreiche, aber umständliche Holzrecht abzuschaffen. Nachdem aber keine neuen Holzrechte vergeben worden sind, schrumpft de facto die Anzahl der Holzrechtler von Jahr zu Jahr. In Iphofen bekommt jeder Holzrechtler durch den Stadtförster zwei Flächen von je 10 mal 42 Metern in Mittelwäldern. Durch Los wird bestimmt, wer sich beteiligen darf. Das Holz muss bis Ende Februar aus dem Wald geholt werden.
Für den Bund Naturschutz erklärte der bayerische Landesbeauftragte Richard Mergner, die Waldbewirtschaftung durch Holzrechtler sei „eine Kulturform, die schützenswert ist. Die Mittelwälder sind Ersatzlebensräume für bestimmte Pflanzen- und Tierarten.“ Holzrecht besaß die Mühle Grund-Schwalheim in der Wetterau im Markwald Berstadt seit dem Spätmittelalter, obwohl die Mühle nicht zu den Mit- oder Ausmärkern des Markwaldes gehörte, nämlich das Recht auf die Lieferung des „Mel-“ und des „Grundbaums“. Auf die Holzlieferung für das Mahlwerk hatte noch im 18. Jahrhundert der Müller ein Anrecht, dies war aber an Bedingungen geknüpft.